# فرنسيس أندرسون
فرنسيس أندرسون (بالإنجليزية: Francis Anderson)‏ هو فيلسوف أسترالي، ولد في 3 سبتمبر 1858، وتوفي في 24 يونيو 1941.